# دين يبرش
دين يبرش (بالإنجليزية: Dean Burch)‏ هو محامي أمريكي، ولد في 20 ديسمبر 1927 في إنيد في الولايات المتحدة، وتوفي في 4 أغسطس 1991 في بوتوماك في الولايات المتحدة بسبب سرطان المثانة.